# Клиринговый рубль
Клиринговый рубль — расчётная денежная единица, региональная валюта, применявшаяся в Союзе ССР при расчётах между двумя странами на основе специального клирингового соглашения. 

## История
Клиринговый рубль применялся только в виде записей на счетах в уполномоченных банках. Сумма записей на счетах в клиринговых рублях определялась взаимными поставками товаров и оказанием услуг стран-участниц соглашения. Обслуживал товарооборот между двумя странами и связанные с ним операции безналичного характера. В расчётах с третьими странами не применялся.
В период с 1950 года по 1964 год на основе двухсторонних соглашений клиринговый рубль применялся в расчётах со всеми социалистическими странами. После перехода с 1 января 1964 года в рамках СЭВ на расчёты в переводных рублях применялся в расчётах с КНДР. В расчётах с Республикой Куба клиринговый рубль использовался вплоть до распада (развала) Советского Союза.
Сходство с переводным рублём:
- аналогичное золотое содержание (0,987412 грамма);
- цель назначения — обслуживание товарооборота между странами;
- товарная основа.

Отличие от переводного рубля:
- применялся на основе двухстороннего соглашения между странами, в то время как переводной рубль применялся на основе многостороннего международного соглашения между странами-членами Совета Экономической Взаимопомощи;
- расчёты производились только через уполномоченные банки, в то время как расчёты в переводных рублях осуществлялись через Международный банк экономического сотрудничества.

Обмен национальных валют на клиринговые и переводные рубли осуществлялся по официальному курсу.